# Mikadono-san Shimai wa Angai, Choroi.
Mikadono-san Shimai wa Angai, Choroi. (帝乃三姉妹は案外、チョロい。?  Las hermanas Mikadono sorpresivamente son fáciles de tratar.) es una serie de manga japonés escrito e ilustrado por Aya Hirakawa. Comenzó a serializarse en la revista de manga shōnen Shūkan Shōnen Sunday de Shōgakukan desde el 22 de diciembre de 2021, y hasta el momento se ha recopilado en tres volúmenes tankōbon. Se ha anunciado una adaptación televisiva en serie de anime.

## Argumento
Tras fallecer su talentosa madre, Yū Ayase queda al cuidado de una amiga de ella, la cual tiene tres hijas que son consideradas prodigios en distintas ramas. 
Las hermanas Mikadono, Kazuki, Niko y Miwa representan el ideal de belleza, fuerza e inteligencia y superan cualquier expectativa que se les tenga, y por eso al principio subestimaron a Yū por aparentar no ser el digno heredero de Subaru Ayase, una legendaria actriz al verlo sin algún talento aparente, pero la convivencia diaria les hará ver algo totalmente distinto.

## Personajes
Yū Ayase (綾世 優 Ayase Yū?)
 Seiyū: Minami Hinata
Protagonista masculino. Tiene 17 años de edad, sin embargo parece de menos edad por ser de baja estatura. Estudiante de 2do año en la Preparatoria Saika Gakuen. Su habilidad especial son las tareas del hogar (principalmente limpiar y cocinar). Su difunta madre fue Subaru Ayase, conocida como una gran actriz, y su padre se mantiene desconocido. Tiene un hermoso rostro heredado de su madre, pero a diferencia de ella, carece de talento académico, deportivo, actoral, etc., por lo que es más un chico común y corriente. Sin embargo, tiene una personalidad mentalmente fuerte a la que no le importan las expectativas o decepciones de quienes lo rodean y, a veces, exuda una fiereza que no tolera ninguna oposición, y también tiene la ventaja de imponer sus propias opiniones, a pesar de haber sido traumado en su infancia por otros chicos que lo subestimaron por no ser un digno heredero de su madre. Por otro lado, en términos amorosos también es muy egoísta, y aunque siente “amor por las tres hermanas como miembro de la familia”, desconoce el “amor que ellas tienen como miembros del sexo opuesto”.
Kazuki Mikadono (帝乃 一輝 Mikadono Kazuki?)
 Seiyū: Yurina Amami
Es la mayor de las hermanas, de 18 años de edad, estudiante de tercer año en la División de Artes de la Preparatoria Saika Gakuen. Tiene una apariencia caracterizada por su cabello corto de color baya azulado y su alta estatura, lo que la hace parecer un príncipe. Es una genio del teatro, y con sus avanzadas habilidades de actuación y canto, maneja fácilmente papeles difíciles y ha revivido papeles que se decía que eran imposibles de repetir, y también ha recibido grandes elogios en el extranjero. También es muy popular entre las mujeres tanto dentro como fuera de la escuela. Aunque está extremadamente orgullosa de su personalidad, es exigente con la comida y no le gustan los pimientos verdes, los hongos shiitake, las berenjenas, los melones amargos y las setas de oreja de madera. A pesar de su actitud sofisticada y serena, pero con aires de nobleza, quedó cautivada por el apoyo de Yū, volviéndola mas alegre y tímida en su presencia. De las hermanas Mikadono, por ahora es la única que ha besado a Yū (aunque de modo accidental).
Niko Mikadono (帝乃 二琥 Mikadono Niko?)
 Seiyū: Aoi Koga
La segunda hija de la familia Mikadono, de 17 años. Estudiante de segundo año en el departamento de deportes de la Preparatoria Saika Gakuen. Es una maestra de Karate, y aunque es pequeña (mide unos 150 cm de altura), tiene una capacidad física muy alta y ha ganado muchas competiciones de artes marciales. Cuando estaba en la escuela secundaria, participó en una experiencia de aprendizaje experiencial. recogiendo verduras silvestres en las montañas. Durante uno de sus encuentros, derrotó a un oso de un solo golpe, de lo que todavía se habla hoy. Aunque su lenguaje es algo áspero, su personalidad es estricta y seria tanto consigo mismo como con los demás. Además, como deportista, presta atención al equilibrio nutricional de sus comidas. De hecho, le interesan la ropa y los accesorios lindos para su edad, pero personalmente los evita porque cree que no se adaptan a su personaje, aunque si se trata de impresionar a Yū, es capaz de usarlos y superar su miedo a lucir más femenina.
Miwa Mikadono (帝乃 三和 Mikadono Miwa?)
 Seiyū: Yoshino Aoyama
Es la hermana menor, teniendo 16 años, pero aun así es más alta que Niko y que Yū. Estudiante de primer año en la División Avanzada de Saika Gakuen. Es la más inteligente de las Mikadono, con un coeficiente intelectual de más de 180. Es una jugadora activa de Shōgi y su talento es tal que el mundo de dicho juego tiene grandes esperanzas en su futuro, vaticinando que se convertirá en una maestra sin precedentes. No sólo ganó torneos de shogi, sino también de Ajedrez y otros juegos de mesa, y llevó a su equipo a la victoria como la representante femenina más joven en un concurso internacional de matemáticas. Aunque destaca en los estudios en general, no es buena en los deportes. Su personalidad es un poco mezquina y holgazana, sin preocuparse mucho por su aspecto, y suele trasnochar jugando y comiendo dulces, alegando que son para darle más combustible a su cerebro. Es analítica para todos los aspectos de la vida, y más aún si se trata de estar cerca de Yū.

## Contenido de la obra

### Manga
Mikadono-san Shimai wa Angai, Choroi. es escrito e ilustrado por Aya Hirakawa. Comenzó a publicarse en la revista de manga shōnen Shūkan Shōnen Sunday de Shōgakukan el 22 de diciembre de 2021. Shōgakukan ha recopilado sus capítulos individuales en volúmenes tankōbon. El primer volumen se lanzó el 17 de marzo de 2022, y hasta el momento se han publicado tres volúmenes.
| Volúmenes de manga publicados | Volúmenes de manga publicados | Volúmenes de manga publicados |
| Número                        | Fecha de publicación          | ISBN                          |
| ----------------------------- | ----------------------------- | ----------------------------- |
| 1                             | 17 de marzo de 2022           | ISBN 9784098510382            |
| 2                             | 17 de julio de 2022           | ISBN 9784098511525            |
| 3                             | 18 de octubre de 2022         | ISBN 9784098513475            |

### Anime
En julio de 2024, se anunció que el manga recibiría una adaptación a serie de televisión de anime producida por Aniplex. Está animada por P.A. Works y dirigida por Tadahito Matsubayashi, con diseños de personajes de Yūsuke Inoue y la música de Masaru Yokoyama. El estreno de la serie está previsto para el 10 de julio de 2025 en Tokyo MX y otras cadenas. Crunchyroll obtuvo la licencia de la serie en América del Norte, América Central, América del Sur, Europa, África, Oceanía, Oriente Medio, CEI, subcontinente indio y Sudeste Asiático.

## Recepción
El manga fue nominado para el Next Manga Award en la categoría de impresión en 2022, y ocupó el puesto 15.